# 1767 a tudományban
Az 1767. év a tudományban és a technikában.

## Felfedezések
- június 18. - Samuel Wallis felfedezi Tahitit.
- július 3. - Felfedezik a Pitcairn-szigeteket.

## Díjak
- Copley-érem: John Ellis

## Születések
- augusztus 24. - Bernhard Meyer orvos és ornitológus  († 1836)

## Halálozások
- február 19. - François Boissier de Sauvages de Lacroix orvos és botanikus (* 1706)
- Firmin Abauzit tudós (* 1679)